# 1148
| 1148               |
| ------------------ |
| Dødsfald - Fødsler |
|                    |

| Gregoriansk kalender | 1148 MCXLVIII           |
| Ab urbe condita      | 1901                    |
| Armensk kalender     | 597 ԹՎ ՇՂԷ              |
| Kinesiske kalender   | 3844 – 3845 丁卯 – 戊辰 |
| Etiopisk kalender    | 1140 – 1141             |
| Jødisk kalender      | 4908 – 4909             |
| Hindukalendere       |                         |
| - Vikram Samvat      | 1203 – 1204             |
| - Shaka Samvat       | 1070 – 1071             |
| - Kali Yuga          | 4249 – 4250             |
| Iransk kalender      | 526 – 527               |
| Islamisk kalender    | 542 – 543               |

Konge i Danmark: Svend 3. Grathe, Knud 5. 1146-1157, Valdemar 1. den Store 1146-1182
Se også 1148 (tal)